# Ernest Thayer
Ernest Lawrence Thayer, né à Lawrence 14 août 1863 et mort le 21 août 1940, est un auteur et poète américain, connu pour avoir écrit le poème Casey au bâton.